# 간쑤성 울트라마라톤 참사
황허스린 100 km 크로스컨트리 달리기 사고(중국어: 黄河石林百公里越野赛事故) 또는 간쑤성 울트라마라톤 참사는 2021년 5월 22일 중국 간쑤성 징타이현의 황허스린에서 정부 주관으로 열린 100 km 트레일 러닝 대회에서 21명의 전문 주자가 저체온증으로 사망한 사고이다.
대회에는 172명이 참가했다. 한랭전선이 닥치면서 돌풍이 최대 9등급(75–88 km/h [47–55 mph])에 달하며 비와 싸라기눈이 쏟아졌다. 체감 온도는 10시의 1°C에서 11시 20분부터 13시 50분까지 −5°C로 떨어졌다. 많은 주자가 해발 2,230 m 지점 체크포인트에 도달하면서 저체온증으로 의식을 잃고 쓰러졌다. 주최 측은 체크포인트 사이에 직원을 배치하지 않았고, 조난 지점이 휴대 전화 신호 불가지역인 것을 알지 못해 재난의 규모를 파악하지 못했다. 쓰러진 주자는 생존하지 못했으며, 구조대는 19시가 되어서야 도착했다. 사망자는 한랭전선 도착 시기 당시 선두 그룹에 속한 사람들이었고, 속도가 느린 주자는 생존했다. 사망자 수와 사망률은 1986년 쓰촨성에서 발생한 장강 표류 사건 당시 9명 사망을 넘어섰다.

## 배경

### 주최자로서의 지방 정부

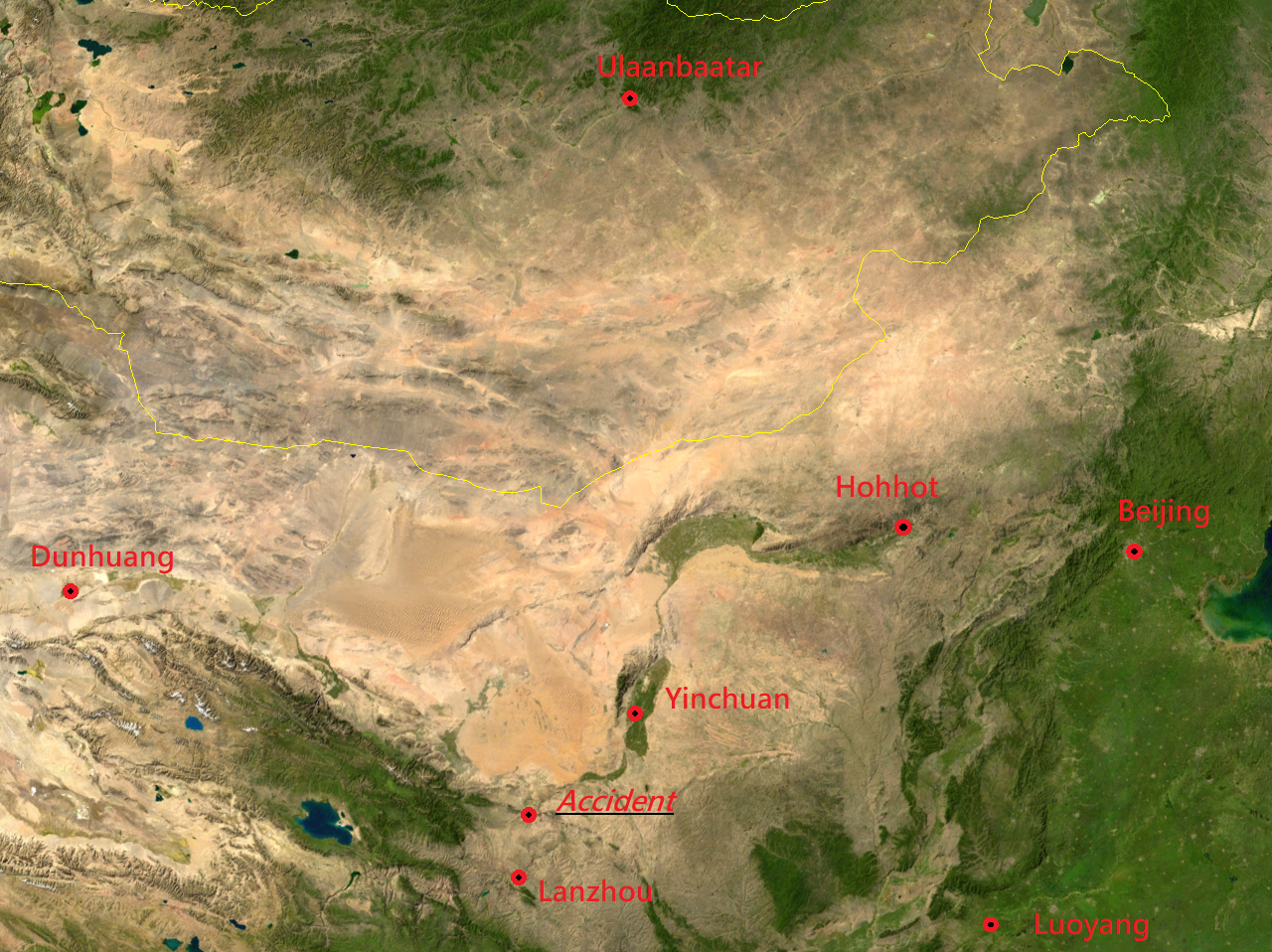
중국 북부 징타이현의 위치(사고 지점 표시)

이 대회는 2018년부터 바이인시 체육국과 징타이현 당위원회가 공동으로 매년 주최해왔다. 실제 현장 행사 코디네이터는 "황허스린 관리국"이었는데, 이 관리국은 징타이현 공산당위원회의 선전부장이 이끌고 있었으며, 이 부장은 나중에 자살했다(#징계 조치 참조). 대회 실제 운영자는 현지 스포츠 마케팅 회사인 성징 체육문화발전유한회사(甘肃晟景体育文化发展有限公司)이다.
바이인시와 징타이현 공무원들은 나중에 공식 조사에서 "서류상의 주최자에 불과하며 조직자로서 감독 의무를 다하지 않았다"는 비난을 받았다. 현장 코디네이터와 일부 스포츠 마케팅 회사 직원은 나중에 체포되었다.

### 경기 규칙
2021년 대회는 5 km 달리기, 하프마라톤, 100 km 트레일 러닝 총 3가지 종목으로 구성되었다. 100 km 경주 참가자는 지난 1년 이내에 50 km 이상의 유사 경주를 완주한 증명을 제출해야 했다. 경기 매뉴얼은 바람막이를 권장했지만 의무 사항은 아니었다.

## 사고 및 날씨

### 지형 및 비상 계획
100 km 트레일은 황허스린의 미자산 언덕을 따르는 코스로 짜여졌다. 이 지역은 남쪽의 황투고원에서 북쪽의 텡게르 사막으로 이어지는 나무 없는 카르스트 지형이다. 지형은 주로 충적토 사암으로 이루어져 있다. 풍경구 주 입구에 위치한 출발선은 표고 (높이) 1,595 m이고, 세 번째 체크포인트의 정상은 2,230 m에 이른다.
가장 험하고 좁은 구간인 두 번째와 세 번째 체크포인트는 차량 접근이 불가능했으며, 날씨가 가장 좋은 조건에서도 가장 가까운 도로에서 도보로 1~2시간이 소요되었다. 행사 코디네이터는 두 번째와 세 번째 체크포인트에 직원이나 구호소를 배치하지 않았다. 더 나쁜 것은, 이 두 체크포인트는 대부분 휴대 전화 신호 불가지역이었는데, 코디네이터는 이를 알지 못했다. 이로 인해 수색자와 조난당한 트레일 러너가 상황을 보고하려는 노력이 크게 방해받았다.

### 주자의 의류 준비

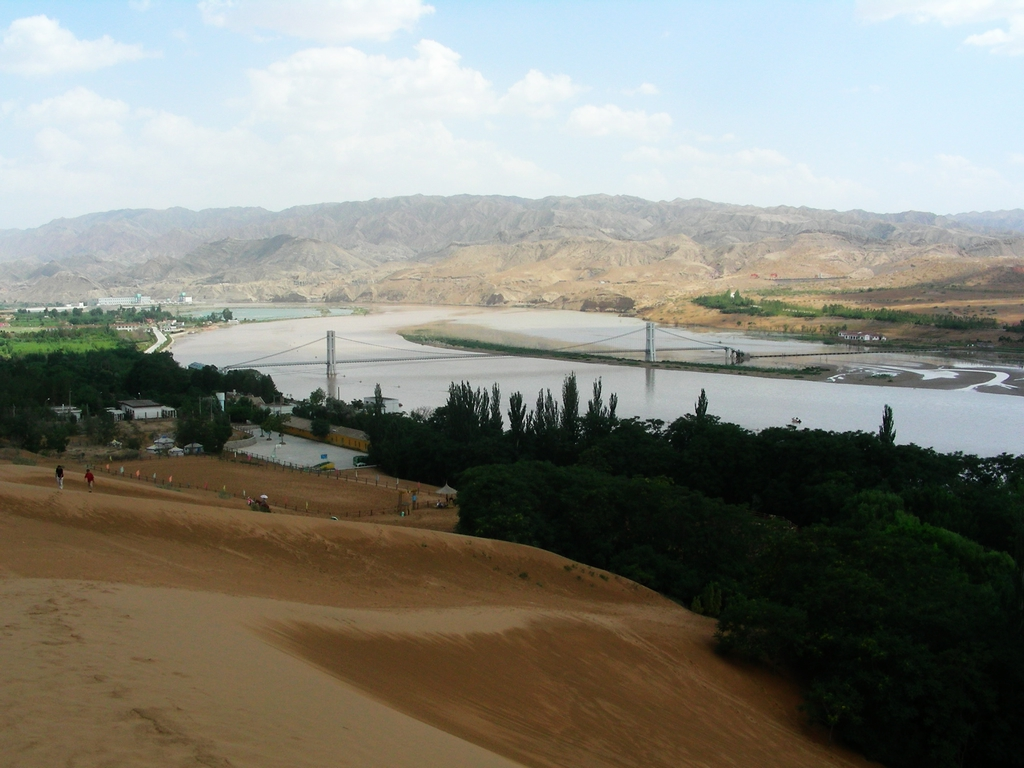
텡게르 사막 남쪽 가장자리가 샤포터우의 황하(둘 다 사진에 있음)와 만난다. 샤포터우는 황허스린에서 80 km 북쪽에 있다. 일기 예보에서는 황사와 강풍을 경고했다.

경기 전날 밤, 날씨가 좋았을 때 주최 측은 주자들의 야간 용품을 수거하여 여섯 번째 체크포인트(62 km 지점)에 놓아 다음 날 저녁 경기 중에 주자들이 찾아갈 수 있도록 했다. 지난 3년간의 경기는 화창하고 더웠기 때문에 대부분의 주자는 바람막이를 맡겼다. 다음 날, 이들은 조끼와 반바지를 입고 나타났다. 출발선에서 몸을 풀면서 그들은 흐리고 바람 부는 날씨에 우려했다.
그러나 경기 전날 밤의 일기 예보는 주최 측에게 지난 3년처럼 더운 날이 아닐 것이라고 경고했어야 했다. 경기 전날 밤 21시 50분, 시 기상국은 4단계의 바람 경고 중 가장 낮은 등급을 발령하며 다음과 같이 명시했다. "향후 24시간 동안 바이인, 징타이 등지에서 평균 풍속이 5~6등급에 달하고 돌풍은 7등급 이상에 이를 것이며, 황사와 함께 동반될 것이다." 성 기상국은 전날 알 수 없는 시간에 주요 알림을 발송하여 "5월 21~22일에는 강풍에 실려 대규모 황사와 모래가 유입되고 기온이 하락하며 일부 강수가 있을 것으로 예보된다. 일반적으로 5월에는 대기 대류가 강해지므로 갑작스러운 폭우, 우박, 번개, 돌풍에 유의하라"고 경고했다.

### 경기 중 한랭전선

경주 지도. 검은 선이 사고가 집중된 체크포인트 2~3 사이이다.

2021년 5월 22일 토요일 09:00(베이징시 기준)에 100 km 트레일 러닝 대회가 시작되었다. 10:30부터 표고 (높이) 2,230 m에 위치한 북향의 세 번째 체크포인트는 징타이현에서 텡게르 사막을 경유하여 몽골에서 기원한 한랭전선의 영향을 받았다.

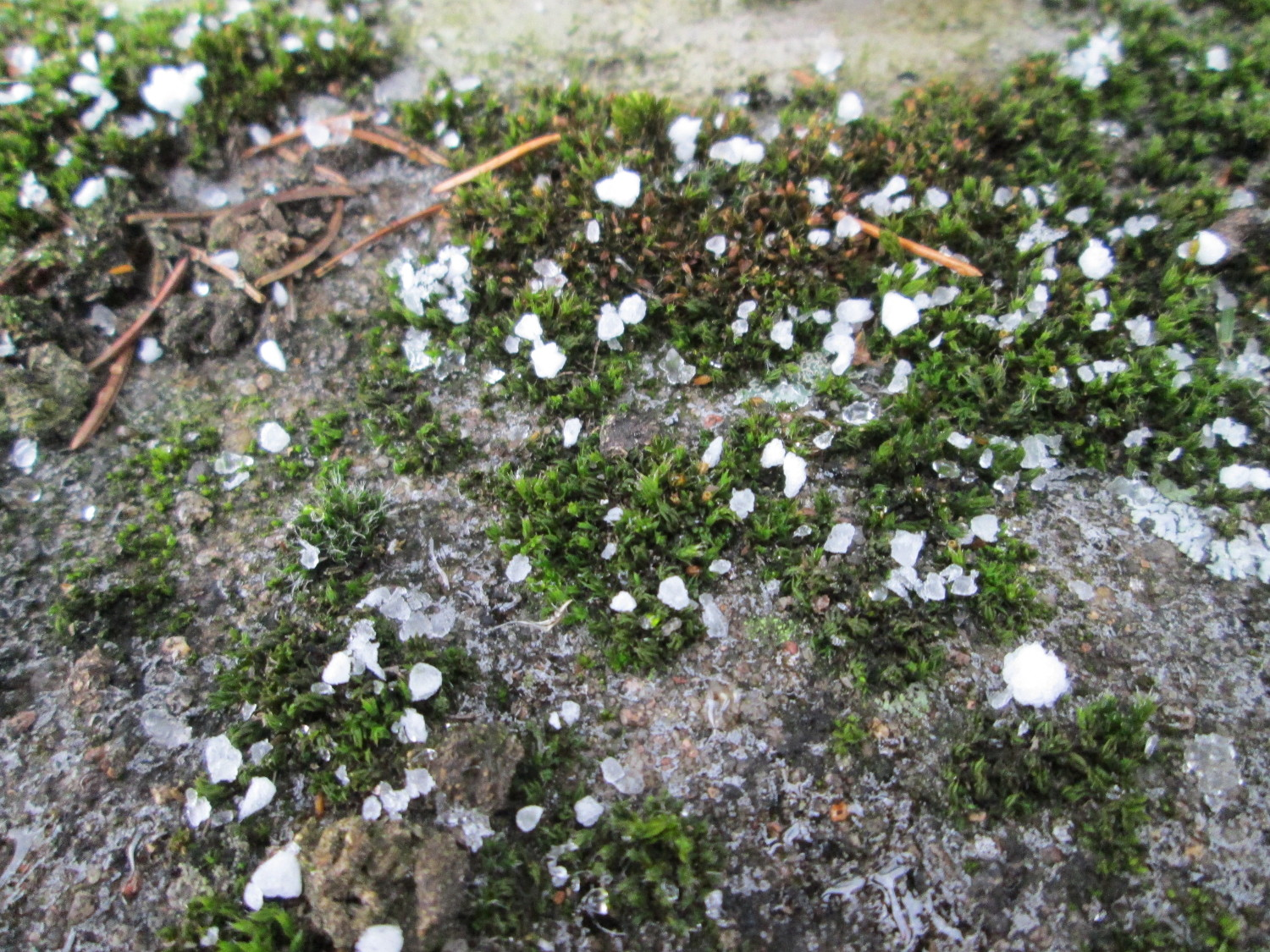
싸라기눈의 예시(현장 사진 아님)

8시부터 5시간 이내에 기온은 5~7°C 떨어졌지만, 싸라기눈과 비를 동반한 강풍이 더 큰 문제였다. 평균 풍속은 6~7등급에 달했고, 돌풍은 8~9등급에 이르렀다. 이 바람은 3~5mm의 누적 강수도 같이 내렸다. 09시 20분 첫 번째와 두 번째 체크포인트에서 주자들이 느낀 체감 온도는 모두 7°C였고, 10시 50분에는 모두 3°C로 떨어졌다. 표고 2,230 m에 있는 세 번째 체크포인트에서는 10시의 1°C에서 11시 20분부터 13시 50분까지 체감 온도가 -5°C로 떨어졌고, 13시 실제 기온은 4°C였다. 많은 주자들이 우박과 우빙을 목격했다고 보고했지만, 조사는 기상 조건상 이 두 가지가 존재할 수 없었기 때문에 가장 가능성 높은 것은 싸라기눈이었다고 결론지었다.
바위 뒤에서 피난처를 찾던 주자는 비상 담요가 바람에 갈가리 찢기는 것을 발견했다. 선두 그룹 중 일부는 안개와 트레일 마크가 날아가 버린 탓에 세 번째 체크포인트 정상 부근에서 길을 잃었다.
| 보퍼트 풍력 계급      | 속도                  | 육상에서 볼 수 있는 일                     |
| --------------------- | --------------------- | ------------------------------------------ |
| 6: 강한 산들바람      | 39–49 km/h 25–31 mph  | 큰 나뭇가지가 흔들림                       |
| 7: 강풍에 가까운 바람 | 50–61 km/h 32–38 mph  | 나무 전체가 흔들림                         |
| 8: 강풍               | 62–74 km/h 39–46 mph  | 나무에서 잔가지가 부러짐                   |
| 9: 매우 강한 바람     | 75–88 km/h 47–54 mph  | 경미한 구조물 손상                         |
| 10: 폭풍              | 89–102 km/h 55–63 mph | 내륙에서는 드물게 경험; 나무가 뿌리째 뽑힘 |

## 수색 및 구조 문제

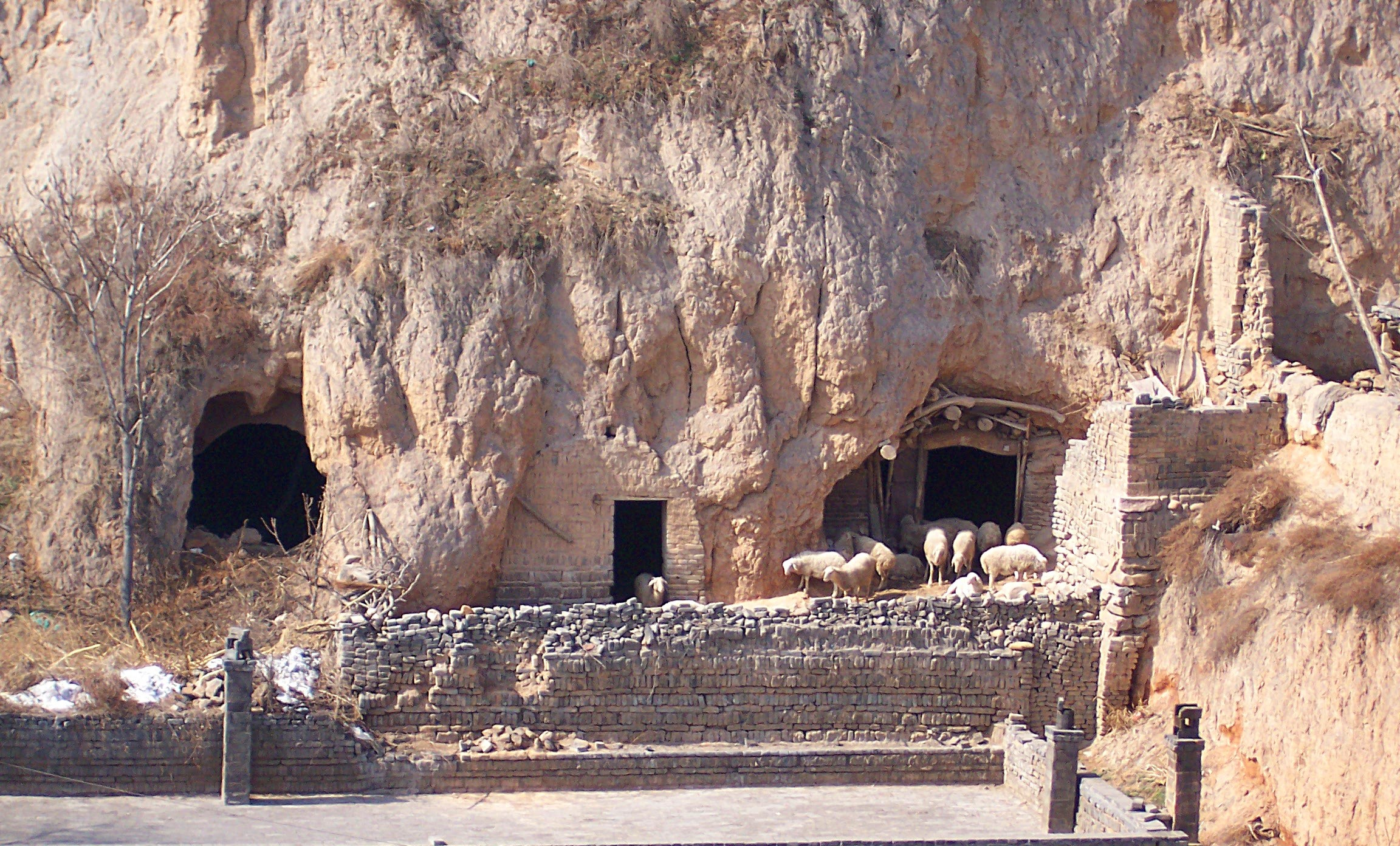
목동 주커밍이 주자들을 구하는 데 사용한 것과 유사한 황투고원의 전형적인 야오둥의 모습.

### 첫 구조 노력
경기 운영사인 현지 스포츠 마케팅 회사는 주자에게 GPS 장치를 제공했다. 첫 조난 메시지는 11:50(베이징시)에 주자가 GPS를 통해 보냈지만, 응답을 받지 못했다. 수신된 첫 조난 메시지는 12:17에 공식 위챗 메시지 그룹을 통해 전송되었고, 10명의 주자가 옹기종기 모여 있는 사진은 12:30에 전송되었다. 장비가 제대로 갖춰지지 않은 민간 수색팀인 남천구조대(蓝天救援队)는 출발선에 주둔하고 있었으며, 39명의 대원 중 일부를 두 번째와 세 번째 체크포인트 사이의 언덕으로 보냈다. 14시경까지 이들은 스스로 걸을 수 있는 18명의 주자를 산기슭의 숙소로 안내했다. 사고 후, 이들의 자격에 대한 의문이 제기되었다.
위독한 의학적 상태에 있는 사람을 위한 가장 시기적절한 구조는 지역 목동인 주커밍(朱可铭)으로부터 왔다. 13시에서 14시경, 주커밍이 치는 양떼가 차갑고 바람 불고 비 오는 미자산 언덕에서 풀을 뜯겠다고 고집하여 양을 치고 있는 동안 조난당한 주자들을 발견했는데, 일부는 이미 저체온증으로 의식을 잃고 쓰러져 있었다. 그는 6명을 자신의 난방이 되는 요동 동굴로 데려와 구했다. 그는 나중에 자신의 동굴에서 멀지 않은 곳에서 3명의 주자가 더 사망한 것을 발견했다.

### 마을 주민에게 주어진 지시
14시 30분, 황허스린 관리국은 중촨(钟泉) 진장에게 "선수에게 겨울 용품을 가져다줘야 한다"는 간단한 지시를 내렸다. 이 모호한 지시는 산기슭에 있는 가장 가까운 창성(常生村) 마을로 전달되었다. 창성 마을 주민은 16시 42분이 되어서야 긴급 상황임을 알게 되었다. 그때 언덕 위에서 피난하고 있던 목동 주커밍이 휴대폰 신호 불가지역에서 벗어나 두 명의 주자가 사망했다고 보고하면서 처음으로 자세한 상황이 밝혀졌다. 오토바이를 소유한 주민 주완원(朱万文)은 16시경 출발하여 18시에서 19시경 거품을 물고 쓰러진 주자를 구했다. 창성 마을의 대부분 50대 정도인 다른 60여 명의 남성들이 20시까지 조난당한 세 번째 체크포인트까지 걸어 올라갔다.

### 9시간 후의 소방관 도착
15시 34분, 한 주민이 바이인시 긴급상황실에 전화했다. 약 33 km 떨어져 있는 징타이현 소방관이 16시 21분에 출동하여 17시 45분경 차량 접근이 가능한 네 번째 체크포인트에 도착했고, 21시경 조난당한 세 번째 체크포인트까지 걸어 올라갔다. 이 시점에서 그들의 임무는 주로 시신 수습 임무였다. 소방관은 열화상 드론과 레이더를 가져왔지만, 밤에 몇 번 길을 잃었고 마을 주민의 안내에 의존했다. 따뜻한 옷과 침구를 가져온 마을 주민은 저체온증으로 고통받는 주자들에게 더 유용했다. 소방관들은 저체온증을 식별하도록 장비나 훈련을 받지 않았으며, "죽은 것처럼 보이는" 주자에게 심폐소생술을 시도하지 않았다.

## 사망자 발생 시점
총 21명의 주자(남성 18명, 여성 3명)가 사망했고, 8명이 부상당했다. 사망자 전원은 선두 그룹에 속해 있었다. 한랭전선이 도착했을 때, 선두 그룹은 세 번째 체크포인트 근처 정상에 있었고 넓은 공간에서 바람을 맞았다. 반면 훨씬 느린 주자들, 대부분 여성은 한랭전선을 비껴갔다. 대회가 중단되지 않았다면 한 여성 주자가 전체 경주에서 우승했을 것이다. 172명의 주자 중 단 4명만이 네 번째 체크포인트에 도달했다. 이 4명의 주자는 선두 그룹보다 훨씬 뒤처져 있었다. 예를 들어, 4명 중 첫 번째 주자는 11시 09분에 두 번째 체크포인트에 도착했고, 선두 그룹 6명 중 첫 번째였던 량징은 10시 42분에 도착했다.
전 챔피언이자 기록 보유자였던 량은 사상자 중 한 명이었으며, 그의 스포츠 시계에는 13시 08분에 심박수가 0으로 기록되었다. 또 다른 희생자 중 한 명은 2019년 중국 전국 장애인 경기 대회에서 우승한 청각 장애인 마라톤 챔피언 황관쥔이었다.

## 여파

### 징계 조치
징타이현 공산당 서기인 리쭤비(李作璧)는 현 내에서 가장 높은 직위였지만 주최 측에서는 중간 직위에 불과했는데, 2021년 6월 9일 자살했다. 이는 첫째, 그가 공산당의 책임 전가 방식에서 희생양이 되었는지, 둘째, 더 넓은 범위의 중화인민공화국 자살 정치인 목록 문화에 대한 광범위한 논평으로 이어졌다.
공식 조사는 31명의 다른 사람에게 내부 공산당 징계 조치를 내렸는데, 대부분 감점의 형태였다.

### 대중 반응
이 사망 사건은 대중의 분노를 불러일으켰고, 대부분의 비난은 주최 측인 지방 정부에게 향했다. 비상 계획의 부족에 대한 의문이 제기되었다. 사상자 수와 일부 엘리트 트레일 러너의 사망 소식은 국제 뉴스 헤드라인을 장식했다.

### 중국 스포츠 행사에 미친 영향
2021년 6월 2일, 중국 국가체육총국은 감독 기관이 없는 모든 고위험 스포츠 행사를 중단시켰다. 여기에는 산악 및 사막 트레일 러닝, 윙슈트, 초장거리 경주가 포함되었다.

### 사법
2021년 간쑤성에서 발생한 치명적인 울트라마라톤 사고에 연루된 여러 사람들이 징역형을 선고받았다. 바이인시 법원은 "대규모 행사를 조직하여 중대한 안전 사고를 유발한" 혐의로 유죄 판결을 받은 다섯 명의 행사 주최자에게 3년에서 5년 반에 이르는 징역형을 선고했다. 또한, 성도인 란저우시에서는 한 정부 관리가 직무유기와 뇌물 수수 혐의로 4년 10개월을 선고받았고, 다른 한 관리는 직무유기 혐의만으로 3년 반을 선고받았다.

## 추운 날씨로 인해 피해를 입은 다른 달리기 대회
- 2016년 홍콩 울트라 트레일 월드 투어는 정상에서 −6 °C (21 °F)의 한파가 닥쳐 100 km 결승선이 영향을 받았다. 100 km 경주 후 탈진한 주자는 모든 도로와 심지어 일부 옷까지 블랙아이스로 덮여 몇 시간 동안 갇혀 있었다.[38]